# Quiéry-la-Motte
Quiéry-la-Motte – miejscowość i gmina we Francji, w regionie Hauts-de-France, w departamencie Pas-de-Calais.
Według danych na rok 1990 gminę zamieszkiwało 769 osób, a gęstość zaludnienia wynosiła 86 osób/km² (wśród 1549 gmin regionu Nord-Pas-de-Calais Quiéry-la-Motte plasuje się na 636. miejscu pod względem liczby ludności, natomiast pod względem powierzchni na miejscu 388.).